# Józef Tretiak
Józef Tretiak, ps. „Józef Trywdar”, „Trzeciak” (ur. 28 września 1841 w Biskupicach Małych, zm. 18 marca 1923 w Krakowie) – polski historyk literatury, krytyk literacki, profesor Uniwersytetu Jagiellońskiego, członek Polskiej Akademii Umiejętności.

## Życiorys
Pochodził z drobnej szlachty na Wołyniu. Uczęszczał do gimnazjum w Równem. Od 1858 studiował na wydziale historyczno-filologicznym uniwersytetu w Kijowie. Brał aktywny udział w powstaniu styczniowym, pełniąc funkcję zastępcy komisarza województwa kijowskiego i naczelnika Kijowa. Z powodu represji carskich w 1865 udał się na emigrację. Przebywając we Włoszech, a potem w Szwajcarii, studiował filologię na uniwersytecie w Zurychu, a w roku 1866/67 w Paryżu na Sorbonie i w College France. Od 1867 przebywał we Lwowie. Pracował jako nauczyciel języka polskiego w miejscowym II Gimnazjum, stał na czele Związku Literackiego we Lwowie. W 1885 obronił doktorat z filozofii na Uniwersytecie Jagiellońskim; rozprawę doktorską Mickiewicz w Wilnie i Kownie. Życie i poezja przygotował pod kierunkiem Stanisława Tarnowskiego. Od 1886 uczył języka polskiego w żeńskim Seminarium Nauczycielskim w Krakowie. W 1890 habilitował się (rozprawa Mickiewicz a Trembecki) i został docentem literatury w Katedrze Historii Literatury Polskiej Uniwersytetu Jagiellońskiego. Habilitował się również z języka i literatury ruskiej (1893). W 1894 otrzymał tytuł profesora nadzwyczajnego i objął kierownictwo Zakładu Języka i Literatury Ukraińskiej UJ. Od 1898 był profesorem zwyczajnym. Bezskutecznie ubiegał się o objęcie Katedry Historii Literatury Polskiej po odejściu Stanisława Tarnowskiego. Od 1919 był profesorem honorowym UJ.
W 1888 został powołany na członka korespondenta krakowskiej Akademii Umiejętności (późniejszej PAU), od 1900 był jej członkiem czynnym; w latach 1898–1922 pełnił funkcję sekretarza Wydziału I akademii, był również sekretarzem (później przewodniczącym) Komisji do Badań w Zakresie Historii Literatury i Oświaty w Polsce AU, przewodniczącym Komisji Językowej AU, członkiem Komisji Języka Polskiego AU. Należał ponadto do Towarzystwa Naukowego we Lwowie (od 1920). Dwukrotnie otrzymywał nagrodę Akademii Umiejętności im. Barczewskiego (1904, 1915), a w 1922 roku Nagrodę im. Erazma i Anny Jerzmanowskich.
W pracy naukowej zajmował się głównie historią literatury polskiego romantyzmu i historią literatury ukraińskiej i rosyjskiej. Był wielbicielem Mickiewicza, któremu poświęcił kilkanaście publikacji. Krytycznie odnosił się do uznania, jakim cieszył się Juliusz Słowacki – w głośnej pracy Juliusz Słowacki. Historia ducha poety i jej odbicie w poezji. 1809–1842 (1904, 2 tomy) oskarżył poetę o egoizm, żądzę sławy i pozerstwo; postawa Tretiaka spotkała się ze sprzeciwem m.in. Piotra Chmielowskiego, Stanisława Brzozowskiego, Wiktora Hahna i Wilhelma Feldmana (nazwał on Tretiaka „pomniejszycielem olbrzymów”), poparł ją natomiast m.in. Juliusz Kleiner. Tretiak badał ponadto wpływ Mickiewicza na twórczość Aleksandra Puszkina i Tarasa Szewczenki, interesował się twórczością Kornela Ujejskiego i Adama Asnyka. Przygotował wybór poezji Józefa Bohdana Zaleskiego (1921), określając w jego twórczości tzw. ukrainizm. Wśród uczniów Tretiaka byli m.in. Tadeusz Lehr-Spławiński, Stanisław Pigoń, Roman Pollak.
Tretiak sam był również literatem. Ogłosił m.in. poemat liryczny Z pogańskich światów (1870), poemat historyczny Królewska para (1871), powieść Pamiętniki Daniela (1873). Pochowany na cmentarzu Rakowickim w Krakowie.

## Niektóre prace naukowe
- Słowo o Chopinie (1877)
- O bajronizmie w poezyi polskiej (1879)
- O dramacie staroindyjskim (1879)
- Kalewala, epopeja fińska (1882)
- Tragiczność w życiu Zygmunta Krasińskiego (1884)
- Poezja pomickiewiczowska (1885)
- Idea Wallenroda (1887)
- Stosunki i pieśni miłosne Mickiewicza w Odessie (1887)
- Szkice literackie (1896–1901, 2 tomy)[6]
- Kto jest Mickiewicz (1898)[7]
- Młodość Mickiewicza 1798–1824 (1898, 2 tomy)[8][9]
- Obrazy nieba i ziemi w „Panu Tadeuszu” (1898)
- Mickiewicz i Puszkin (1906)[10]
- Piotr Skarga w dziejach i literaturze Unii Brzeskiej (1912)
- Bohdan Zaleski do upadku powstania listopadowego. Życie i poezja. Karta z dziejów romantyzmu polskiego (1911)
- Bohdan Zaleski na tułactwie. Życie i poezja. Karta z dziejów Emigracji Polskiej (1913–1914, 2 tomy)
- Adam Mickiewicz w świetle nowych źródeł 1815–1821 (1917)[11]
- „Finis Poloniae! Historja legendy maciejowickiej i jej rozwiązanie” (1921)